# W62CA
G'zOne W62CA（ジーズワン　ダブリューろくにーシーエー）は、カシオ計算機およびカシオ日立モバイルコミュニケーションズ（現・NECカシオ モバイルコミュニケーションズ）が日本国内向けに開発した、auブランドを展開するKDDIおよび沖縄セルラー電話のCDMA 1X WIN対応携帯電話である。

## 概要
デザイン面ではW42CAの後継、機能面ではW52CAの後継に当たる機種で、カシオ製携帯電話では初のKCP+採用機種となり、初めてBluetoothを搭載している。ただし上記のとおりこの機種よりKCP+を採用するにあたり、SD-Audioには非対応となった。電子コンパス、GPS位置情報、温度表示などの機能がある。また、これまでG'z Oneのシンボルでもあった丸形ディスプレイは廃止され、代わりに電子ペーパーを使用したサブディスプレイが採用された。

## 沿革
- 2008年6月3日 KDDIより発表。
- 2008年7月19日 全国で発売。

## 対応サービス
- G'zGEAR（「EARTH COMPASS」「EARTH LOCATOR」「HEAT GAUGE」「SEA TIDE」「SUNRISE SUNSET」「ASTRO CALENDAR」）

| 主な対応サービス                                       | 主な対応サービス                 | 主な対応サービス                                             | 主な対応サービス                |
| ------------------------------------------------------ | -------------------------------- | ------------------------------------------------------------ | ------------------------------- |
| au LISTEN MOBILE SERVICE                               | LISMOビデオクリップ              | LISMO Video                                                  | EZ着うたフル EZ着うたフルプラス |
| au BOX                                                 | ワイヤレスミュージック           | au Smart Sports Run & Walk Karada Manager カロリーカウンター | EZナビウォーク 3D・声de入力対応 |
| EZ助手席ナビ                                           | 安心ナビ                         | 災害時ナビ                                                   | ナカチェン                      |
| EZアプリ FullGame! Bluetooth対戦                       | EZアプリ(BREW)                   | オープンアプリプレイヤー                                     | PCサイトビューアー              |
| EZケータイアレンジ アレンジメニュー                    | au oneガジェット                 | じぶん銀行アプリ (ダウンロードが必要)                        | EZ・FM                          |
| EZチャンネル EZチャンネルプラス EZニュースフラッシュ   | Touch Message                    | EZFeliCa                                                     | ケータイ de PCメール            |
| デコレーションメール 絵しゃべりメール ラッピングメール | デコレーションアニメ             | au one メール                                                | 緊急通報位置通知                |
| ワンセグ                                               | グローバルパスポート (CDMA・GSM) | 赤外線通信 (irSimple)                                        | Bluetooth                       |

## 不具合
2008年8月22日に以下の不具合の修正がケータイアップデートにより行われた。
- 稀にケータイサイトの会員登録や登録済サイトへの接続ができない場合がある

2008年10月10日に以下の不具合の修正がケータイアップデートにより行われた。
- 電源を切ると、電源が入らなくなる場合がある
- 会員登録済の特定サイトにおいて、初期値が入力項目に表示されない場合がある

2008年10月24日に以下の不具合の修正がケータイアップデートにより行われた。
- 2画面状態でケータイサイトのページ更新を行うと、電源のリセットやキー操作を受付けない状態になる場合がある

2009年4月24日に以下の不具合の修正がケータイアップデートにより行われた。
- EZweb利用中に電源のリセットやキー操作を受付けない状態になる場合がある
- アラームが鳴動しない場合がある

2009年4月24日公開のソフトウェア更新サービス「ケータイアップデート」を適用すると、電源が入らなくなったり、フリーズしたりする不具合が発生する可能性があることを明らかにした。本症状が起きた場合、auショップ等の預かり修理をする必要がある。事象が発生していない場合は、2009年5月12日より公開された「ケータイアップデート」を適用すれば改善される。